# José Gregorio Hernández
Pour l’article homonyme, voir José Gregorio Hernández (paroisse civile).
 (juin 2020).
Le docteur José Gregorio Hernández Cisneros, OFS, né le 26 octobre 1864 à Isnotú dans l’État vénézuélien de Trujillo et mort le 29 juin 1919 à Caracas, a été à la fois médecin, scientifique et religieux vénézuélien. Solidaire avec les plus pauvres, beaucoup l'ont considéré comme un saint. Il est vénéré comme bienheureux par l'Église catholique et fêté le 26 octobre. Sa prochaine canonisation est annoncée en février 2025 par le Vatican.

## Biographie

### L'enfance et la jeunesse
José Gregorio Hernández Cisneros naît à Isnotú, une petite localité de l'État vénézuélien de Trujillo, dans la cordillère andine, dans l'ouest du pays. Il est le premier de six frères, fils de Benigno María Hernández Manzaneda et Josefa Antonia Cisneros Mansilla, d'ascendance colombienne et espagnole respectivement. Il passe toute son enfance dans son pays natal, où son père était patron d'un magasin. Sa mère, qu'il perd à 8 ans, lui inculque une foi fervente.
À l'âge de 13 ans, José Gregorio manifeste à son père son désir d'étudier le droit ;  cependant, son père le persuade d'étudier la médecine. Donc il dut se déplacer dans la ville de Caracas pour continuer ses études au lycée. En arrivant à la capitale, il commença ses études dans l'école Villegas, une des écoles les plus prestigieuses de l'époque, dirigée par Guillermo Tell Villegas.

### Études en Europe
Le 28 juin 1888 Hernández obtient une maîtrise en médecine générale dans l'université centrale du Venezuela. Après la maîtrise, le gouvernement du Venezuela lui accorde une bourse d'études qu'il lui permet de se rendre à Paris, dans le but d'approfondir ses connaissances dans des branches de la médecine peu connues alors au Venezuela.
En novembre 1889 il fréquente le laboratoire d'histologie de Mathias Duval. Pendant ses études, José Gregoire approfondit ses connaissances en microbiologie, histologie, pathologie, bactériologie et physiologie expérimentale. Il est apprécié de ses collègues, de par ses compétences et par sa rectitude morale. Alors que bon nombre s'adonne aux divertissements de la "Belle Époque", lui mène une vie sobre et religieuse.
Une fois ses études terminées à Paris, après une courte permission et il s'établit à Berlin pour étudier l'histologie, l'anatomie pathologique et pour suivre un nouveau cours de bactériologie.

### Universitaire et vie scientifique

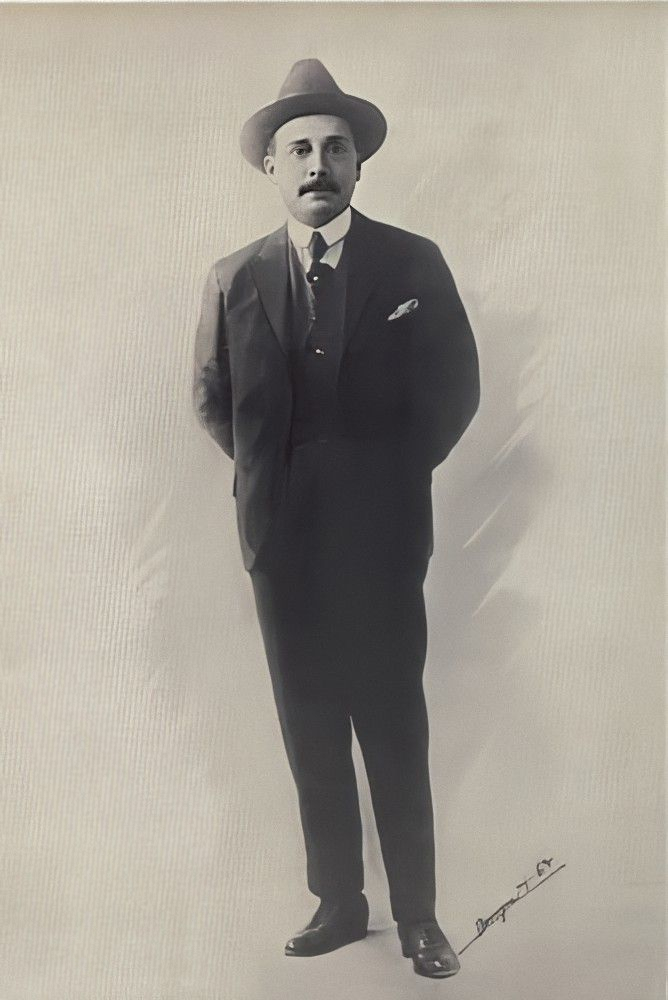
Photographie de José Gregorio Hernández

#### Professeur
En 1891, le docteur Hernández revient d'Europe, et en novembre de cette même année, il commence son activité comme professeur d'histologie normale et pathologique, physiologie expérimentale et bactériologie, à l'Université centrale du Venezuela. À la suite de ses études à Paris et Berlin, il a la responsabilité d'acquérir, avec des ressources de l'État vénézuélien, le matériel indispensable pour la fondation du Laboratoire de physiologie expérimentale de Caracas ainsi que l'acquisition de la bibliographie nécessaire pour l'ouverture des nouveaux bureaux universitaires, travail qu'il exécute avec honnêteté et efficacité.
Il introduit le microscope au Venezuela, et de nombreux autres instruments achetés en France, qui, selon le docteur Auguste Pi Suñer, sont restés en usage bien longtemps après leur acquisition. Le 14 septembre 1909, il devient professeur d'anatomie pratique pathologique, au bureau annexe du laboratoire de l'hôpital Vargas, et dont il se chargea jusqu'à l'institution du bureau d'Anatomie Pathologique de l'Université centrale dont le siège est à l'institut anatomique jusqu'à ce qu'il fut repris par le docteur Felipe Guevara Rojas en 1911.
Hernández parlait plusieurs langues, le français, l'allemand, l'anglais, l'italien, le portugais, et avait aussi une bonne maîtrise du latin. Il était musicien, philosophe et avait de bonnes connaissances en théologie. Il était très exigeant dans l'exercice de sa profession. Il forma une école de chercheurs qui a eu un très grand rôle dans la médecine vénézuélienne. Il eut comme élèves Jesús Rafael Risques, qui lui succéda au laboratoire de bactériologie, et Rafael Rangel, considéré comme le fondateur de la parasitologie vénézuélienne.

#### Apports scientifiques
Il est le fondateur du premier bureau de bactériologie des Amériques, mais est aussi le premier à publier un texte sur cette discipline : Éléments de Bactériologie, en 1906. Avec lui commença une véritable étude scientifique et pédagogique de cette discipline, avec leçons explicatives, observation des phénomènes vitaux, et expérimentation systématique. Avec le microscope qu'il avait introduit, il étudie les microbes, et fait connaître la théorie cellulaire de Virchow. Il était aussi un grand physiologiste, mais aussi physicien, chimiste et mathématicien, toutes connaissances qu'il mit au service de la médecine par des applications pratiques.
En janvier 1916, il fonde l'École de médecine, dépendant de l'institut d'anatomie, à l'angle de Saint Lorenzo. En 1917, il se rend aux États-Unis, à New York, puis en Espagne où il suit des études à Madrid, remplacé temporairement dans ses fonctions par le docteur Domingo Luciani. Il reprend son activité d'enseignant le 30 janvier 1918, et le poursuivit jusqu'à l'accident qui causa sa mort. Sous la main des docteurs Mathias Duval, Isidro M. Strauss et Charles Richet[réf. souhaitée], Hernández a apporté les connaissances théoriques et études dans le domaine des techniques histologiques, en vogue à l'époque, en répandant en Amérique latine les idées base de l'embryologie, et en réussissant à introduire dans les dernières décennies du XIXe siècle les idées et la méthode expérimentale proposées par Claude Bernard.
Bien que Hernández n'ait écrit que treize communications scientifiques, l'Académie nationale vénézuélienne de médecine, dont il fut le cofondateur en 1904, lui a reconnu d'importantes qualités de clinicien pour sa rigueur anatomo-clinique, sa capacité d'utilisation des techniques complémentaires de diagnostic : les données de l'histologie pathologique, de la bactériologie, de la physiologie, et la qualité de son diagnostic ainsi que sa description d'une nouvelle forme d'angine de poitrine (angor pectoris), causée par le paludisme. Il aurait mis au point un produit appelé Carvativir, basé sur le Carvacrol dérivé du thym, qui aurait des propriétés bactéricides, bien qu'aucune expérimentation scientifique ne prouve son efficacité,,,,.

### Vie religieuse

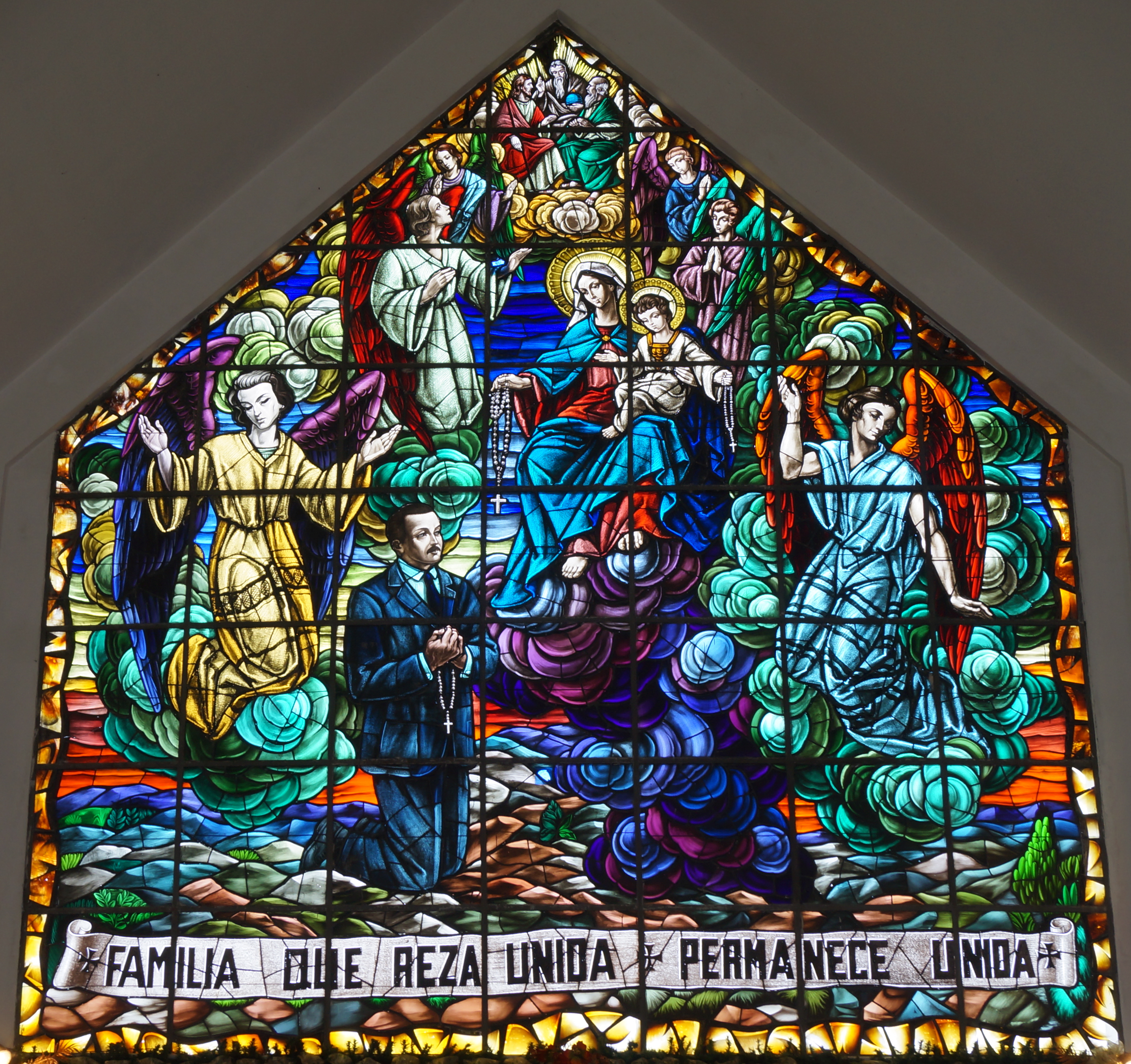
Vitrail représentant le Dr Hernandez au pied de la Vierge, situé dans le sanctuaire del Niño Jesus à Isnotù

José Gregorio Hernández était un catholique fervent. Le 7 décembre 1899, il fait profession dans le Tiers-Ordre franciscain. Il mène une vie encore plus dépouillée, pauvre et ascétique. Il participe chaque matin à la messe et débute chacune de ses activités par une prière. Il donne tout son temps libre à la prière et aux soin des pauvres. Toutefois, son désir de radicalité n'étant pas étanché, il souhaite se consacrer entièrement.
Le 16 juillet 1908, il entre à la Chartreuse de Farneta, près de Lucques en Italie. Tombé gravement malade, son état de santé dut le contraindre à abandonner la vie cartusienne le 21 avril 1909. Après s'être rétabli, Hernandez reçut l'autorisation d'entrer dans le séminaire Sainte Rose de Lima, mais ne put pas y rester, pour des raisons de santé. Trois ans plus tard, il décida d'aller à Rome, en compagnie de sa sœur Isolina, afin de s'inscrire aux cours de théologie de l'école pontificale d'Amérique latine. Une fois de plus, une grave affection pulmonaire l'obligea à revenir, et il n'essaya plus de mener une vie religieuse. Toutefois, il décida d'exercer sa vocation chrétienne en tant que laïc, auprès de ses malades.

### Mort
Le 29 juin 1919, alors qu'il sort de la pharmacie où il vient d'acheter des médicaments pour une pauvre malade qu'il a l'habitude de visiter, il est renversé par une voiture. Transporté à l'hôpital, il reçoit l'extrême-onction, et meurt après avoir murmuré : "O Sainte Vierge !"
L'accident choque la population, et à la nouvelle de sa mort, on s'exclame : "un saint est mort !"
Ses funérailles sont un triomphe ; elle font le titre des journaux et attirent les autorités civiles, scientifiques, religieuses et plusieurs milliers de personnes. José Gregorio Hernandez est inhumé dans l'église de La Candelaria à Caracas.

## Vénération

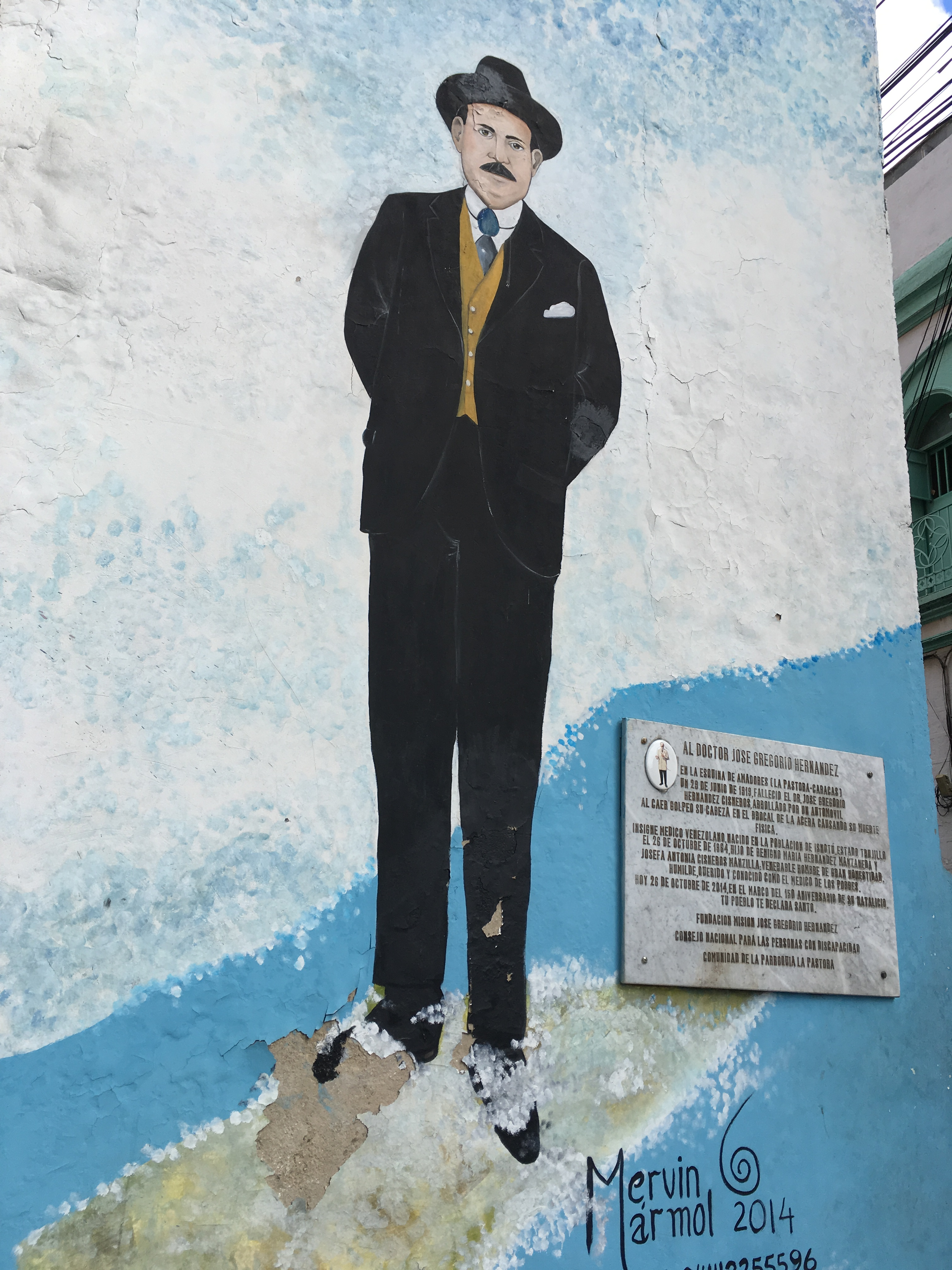
Peinture murale représentant Dr Hernandez dans les rues de Caracas

### Saint populaire
Dès sa mort, les vénézuéliens l'ont considéré comme un saint et l'ont prié pour obtenir des faveurs, devançant le jugement de l'Église. Sa tombe est devenu instantanément un lieu de pèlerinage, et face au témoignage des nombreux miracles, sa réputation de sainteté n'a cessé de croître.
Un culte populaire s'est formé, allant de la vénération des statues à son effigie à des neuvaines. Ce culte a dépassé les limites de la foi catholique, allant jusqu'aux rites animistes, faisant de José Gregorio Hernandez une figure de santeria.

### Béatification

#### Enquête sur les vertus
Face à l'ampleur de la vénération des vénézuéliens à l'encontre de Jose Gregorio Hernandez, l'Église catholique a entamé le procès canonique pour une éventuelle béatification en 1949. L'enquête menée par le diocèse de Caracas est envoyée à Rome en 1972, afin d'y être étudiée par la Congrégation pour les causes des saints. À la suite de l'avis favorable des différentes commissions concernant la sainteté de vie d'Hernandez, le pape Jean-Paul II le déclare vénérable le 16 janvier 1986.

#### Le premier miracle
À partir de 2018, une enquête canonique est lancée concernant une guérison attribuée au Dr Hernandez. Il s'agit du cas d'une fillette vénézuélienne, touchée à la tête par des coups de feu lors d'un cambriolage en mars 2017. Transportée à l'hôpital, elle subit une opération chirurgicale qui lui retire une partie de l'os crânien pariétal. Sa vie est sauve, mais les conséquences neurologiques seront catastrophiques selon les médecins. La mère de la jeune fille invoque l'intercession de José Gregorio Hernández, et a l'intuition qu'elle sera exaucée. Contre toute attente, quelques jours après l'opération, la jeune fille ne présente aucune séquelle et peut sortir de l'hôpital avec toutes ses capacités neurologiques.
À la suite de la qualification de cette guérison comme inexplicable par la science, le pape François reconnaît comme authentique ce  miracle attribué à José Gregorio Hernández le 19 juin 2020, et signe le décret de sa béatification.
Il est solennellement proclamé bienheureux le 30 avril 2021 lors d'une messe célébrée à l'église du Collegio La Salle de Caracas, par le nonce apostolique (en) Mgr Aldo Giordano.

### Culte

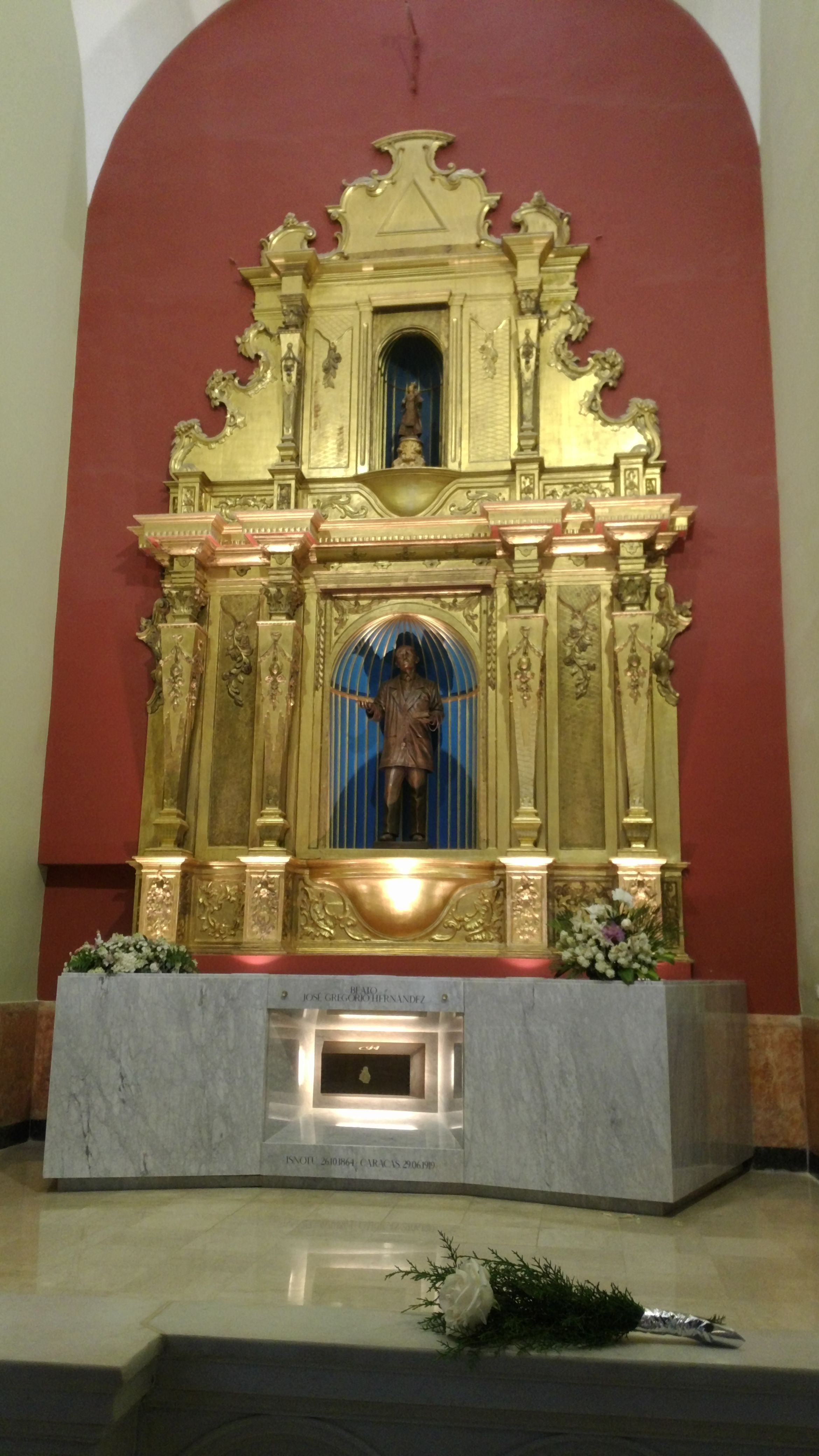
Chapelle abritant les reliques de José Gregorio Hernández

#### Reliques
En 1970, la dépouille du Dr Hernandez est exhumée du Cimetière du Sud de Caracas et transférée dans l'église de La Candelaria à Caracas.
Le 26 octobre 2020 a eu lieu la reconnaissance canonique de la dépouille de José Gregorio Hernandez. Ses restes sont désormais conservés dans un reliquaire, exposé à la vénération des fidèles dans une chapelle de  l'église de La Candelaria.
Des reliques ont également été confié au sanctuaire del Niño Jesùs à Isnotù, lieu de naissance du Dr Hernandez.
En avril 2021, 160 reliquaires contenant un fragment d'os chacun  sont confectionnés pour répondre à la dévotion de centaines de diocèses et paroisses latino-américaines.

#### Fête
La mémoire liturgique du bienheureux José Gregorio Hernández est fixée au 26 octobre, jour de sa naissance.
La dévotion envers le Dr Hernandez est très vivace au Vénézuela, où il est l'un des saints les plus invoqués et représentés. Tous les 26 de chaque mois, des messes en son honneur sont célébrées dans les régions de Trujillo et de Caracas.

## Mémoire
À Caracas, deux hôpitaux portent son nom :
- l'hôpital de cardiologie José-Gregorio-Hernández, dans la paroisse de San José ;
- l'hôpital général José-Gregorio-Hernández, dans le quartier Magellano de Catia.

Il y a aussi un quartier nommé José Gregorio Hernández au Cotiza, paroisse San José à Libertador, municipalité du district de Caracas.